# Norra Bergsjön
Der Norra Bergsjön ist ein 0,644 km² großer See in der schwedischen Gemeinde Örnsköldsvik. Er liegt auf 242 m ö.h. und hat eine Länge von 2,0 km, bei einer maximalen Breite von 600 m.

## Geographie
Der Norra Bergsjön liegt auf der Grenze zur Gemeinde Sollefteå und ist die Quelle des Norra Anundsjöån, der an dieser Stelle noch Bergsjöån heißt. Der See ist durch einen aufgeschütteten Wall geteilt (auf dem eine Straße verläuft), nur ein schmaler Durchlass verbindet die beiden Teile miteinander.